# Saturnino Gutiérrez
Saturnino Gutiérrez Silva (Bogotá, 29 de noviembre de 1835 - Villa de Leyva, 8 de febrero de 1911) fue un religioso sacerdote católico colombiano, de la Orden de los Predicadores, educador, médico homeopático y fundador de la primera congregación religiosa colombiana, las Dominicas de Santa Catalina de Sena.

## Biografía
Saturnino Gutiérrez nació en Santa Fe de Bogotá, Colombia, el 29 de noviembre de 1835, en el seno de una familia adinerada. Sus padres fueron Justo Gutiérrez y Tomasa Silva. Ingresó a la Orden de los Predicadores y vistió el hábito 25 de diciembre de 1850. Estudió filosofía y teología en la Universidad de Santo Tomás de Bogotá. En 1854 hizo la profesión religiosa de sus votos. Fue trasladado al convento de Chiquinquirá, donde destacó por su labor educativa y fundó el colegio del Sagrado Corazón de Jesús. Fue ordenado sacerdote en 1858 y nombrado secretario de la Santo Tomás.
Gutiérrez fue elegido provincial de Colombia, luego de 20 años de exclaustración, debido a la supresión de la Orden dominica en Colombia. A él se debe la restauración de la provincia en Colombia. Se estableció en Villa de Leyva (Boyacá), donde, en 1880, fundó, con la ayuda de la maestra Gabriela Durán Párraga, la Congregación de Hermanas Dominicas de Santa Catalina de Sena, la primera congregación religiosa católica colombiana. En 1893 fue elegido prior del convento de Chiquinquirá por lo cual renuncia al cargo de vicario general y en 1896 regresa a Villa de Leyva, donde muere el 8 de febrero de 1911.